# Sefer HaBahir

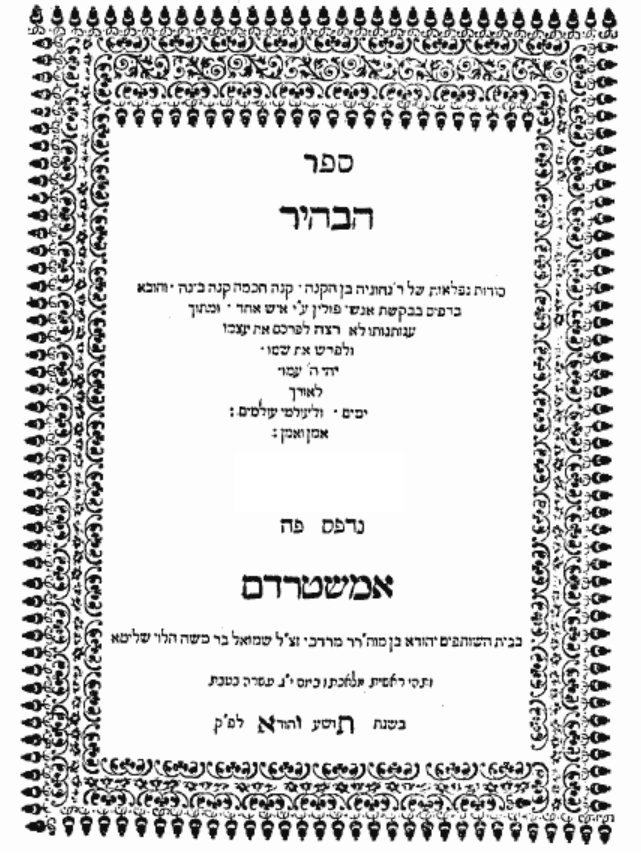

Le Sefer HaBahir (ou Livre de la Clarté) date de la fin du XIIe siècle de l'ère courante et réinterprète un traité plus ancien, le Sefer Yetsirah (le Livre de la Création). Bahir peut se traduire par « dans la Lumière », mais aussi par « dans la Sérénité. » 
Ce livre développe un système de mystique juive appuyé sur la notion rabbinique fort ancienne de Shekhina, conçue comme l'Immanence Divine de l'Ineffable et Saint Nom dont la vie intérieure s'organiserait en dix puissances créatrices, les Sefirot énumérées dans le Sefer Yetsirah. Cette doctrine semble s'apparenter au gnosticisme qui, depuis l'époque hellénistique ancienne, pénétra progressivement toute l'Europe médiévale, et s'inscrit dans le mouvement mystique juif de la Kabbale.

## Origine historique
Après le Sefer Yetsirah, apparu au Xe siècle, c'est le deuxième ouvrage-phare de la Kabbale médiévale. Il apparaît au XIIe siècle dans les écoles juives de Rhénanie, du Languedoc et de Catalogne.
Constitué de deux cents chapitres courts et énigmatiques, il se présente traditionnellement comme l’ouvrage de Nehounia ben Haqana, un rabbin et sage de la Michna du IIe siècle de l’ère commune.
Selon l’historien Daniel Abrams, l’ouvrage aurait été compilé durant le XIIe siècle par plusieurs auteurs successifs, d’abord dans les cercles piétistes judéo-allemands, puis dans les premières écoles kabbalistiques du Languedoc et de Catalogne, où il aurait trouvé sa forme définitive.

## Contenu
L’ouvrage développe la théorie des sefirot exposée dans le Sefer Yetsirah. Toutes les réalités y sont référées à deux principes universels : un principe masculin et un principe féminin. « Le couple mâle/femelle occupe une place prépondérante dans le Bahir, à la fois comme désignation de la structure duelle du monde divin et comme forme finale de l’unification des puissances divines », selon Charles Mopsik.

## Influences
Gershom Sholem suppose que l’ouvrage doit, en partie, son origine à un courant ancien du gnosticisme juif ; une influence que Sholem repère dans les images mystiques et dans les exégèses audacieuses qui parsèment le texte, éloignées de l’orthodoxie du judaïsme classique.
L'historien Moshe Idel observe des similitudes entre le Bahir et plusieurs manuscrits trouvés à Qumran, écrits entre le Ier siècle av. J.-C. et le Ier siècle apr. J.-C..
Des éléments exclus du corpus talmudique, mais présents depuis des siècles dans la culture juive, réapparaissent dans le Bahir. Une tendance qui, selon Charles Mopsik, s’affirmera de plus en plus parmi les kabbalistes : conjuguer les impératifs de la foi juive et les croyances transmises dans ses marges

## Une Sefirah, dix Sefiroth
Le Sefer Yetsirah énumérait dix Sefirot, qui sont dix nombres cosmologiques primitifs créés par Celui dont le Nom (HaShem) soit sanctifié.
- Voir aussi : Gematria

Le Sefer HaBahir, plus audacieux, se distingue du traité antérieur en ce qu'il ne considère plus que le Saint Nom possède ces dix Sefiroth, en quelque sorte indépendantes de son Essence, mais conçoit désormais ces puissances créatrices comme constituantes fondamentales intimes de cette Essence Divine, qui émergent de l'intériorité profonde de son Être lui-même, et se manifeste dans la Création du monde, de la langue hébraïque, et de l'écriture sacrée, mais aussi dans le développement des prières et rituels de la religion judaïque traditionnelle. Les auteurs du Sefer HaBahir parvinrent ainsi à judaïser le vieux gnosticisme hérité de l'Antiquité grecque, ce qui fut diversement apprécié (!) par les différents courants rabbiniques contemporains de cette nouvelle conception.
Le Sefer HaBahir distingue parmi les dix Sefiroth trois puissances supérieures : 
- la Pensée est la Couronne Suprême (dite aussi Palais très Saint), Premier Nombre et Première Lettre (aleph), associée à l'oreille humaine qui peut l'écouter et l'entendre,
- la Sagesse est la seconde, identifiée à la Loi primordiale, la Torah,
- la troisième est l'Intelligence, Mère du monde créé en harmonie avec le développement de cette Torah,
- les sept Sefiroth subséquentes sont nommées Filles du Grand Roi, associées à sept Formes Saintes, à sept Louanges à la Gloire du Très Haut, aux sept jours de la Création primitive.

À l'époque du Sefer HaBahir la Kabbale n'avait encore ni adopté ni adapté toutes les notions philosophiques du néo-platonisme, comme la conception émanationiste de l'Être Suprême dans le monde, ou celle de l'Essence cachée dans Sa Transcendance qui donnera le concept kabbalistique ultérieur du En Sof. Ces notions nouvelles se développeront dans la phase suivante de la Kabbale, celle qui générera le Sefer Ha Zohar.